# Challenger de Lima 2024
El torneo Lima Challenger 2024 fue torneo de tenis perteneció al ATP Challenger Tour 2024 en la categoría Challenger 50. Se trató de la 21ª edición; el torneo tuvo lugar en la ciudad de Lima (Perú), desde el 10 hasta el 16 de junio de 2024 sobre pista de tierra batida al aire libre.

## Jugadores participantes del cuadro de individuales
| Preclasificado | País                 | Jugador                    | Rank1 | Posición en el torneo |
| 1              | Bandera de Argentina | Juan Manuel Cerúndolo      | 178   | CAMPEÓN               |
| 2              | Bandera de Argentina | Santiago Rodríguez Taverna | 245   | Segunda ronda         |
| 3              | Bandera de Líbano    | Hady Habib                 | 259   | Primera ronda         |
| 4              | Bandera de Argentina | Renzo Olivo                | 274   | Primera ronda         |
| 5              | Bandera de Perú      | Gonzalo Bueno              | 276   | Primera ronda         |
| 6              | Bandera de Ecuador   | Álvaro Guillén Meza        | 279   | Primera ronda         |
| 7              | Bandera de Argentina | Andrea Collarini           | 292   | Baja                  |
| 8              | Bandera de Brasil    | Pedro Sakamoto             | 302   | Segunda ronda         |
| 9              | Bandera de Jamaica   | Blaise Bicknell            | 306   | Primera ronda         |

- 1 Se ha tomado en cuenta el ranking del 27 de mayo de 2024.

### Otros participantes
Los siguientes jugadores recibieron una invitación (wild card), por lo tanto ingresan directamente al cuadro principal (WC):
- Nicolás Álvarez
- Luis José Nakamine
- Milledge Cossu

Los siguientes jugadores ingresan al cuadro principal tras disputar el cuadro clasificatorio (Q):
- Harrison Adams
- Mateo Barreiros Reyes
- Diego Augusto Barreto
- Igor Gimenez
- Emile Hudd
- Karue Sell

## Campeones

### Individual Masculino
- Juan Manuel Cerúndolo derrotó en la final a  Pedro Boscardin Dias por 6–4, 6–3

### Dobles Masculino
- Hady Habib /  Trey Hilderbrand derrotaron en la final a  Pedro Boscardin Dias /  Pedro Sakamoto por 7–5, 6–3